# حزب الإصلاح العربي
تأسس حزب الإصلاح على يد حسين الخالدي خلال فلسطين الانتدابية في 23 يونيو 1935.
في وقت تشكيل الحزب، كان الخالدي عمدة القدس. لم يكن للخالدي أتباع خارج القدس، لكن آراءه نشرت على نطاق واسع في الصحافة العربية. دعا برنامج الحزب لحرية فلسطين والحكم الذاتي، ورعاية المزارعين والعمال، وتشجيع التعليم ومعارضة الوطن القومي اليهودي.
منذ تشكيله في 25 أبريل 1937 كان الخالدي عضوًا في اللجنة العربية العليا كممثل للحزب. في 1 أكتوبر 1937، بعد الاضطرابات والعنف خلال تمرد فلسطين عام 1936، حظرت إدارة الانتداب البريطاني الحزب وعدة أحزاب سياسية محلية أخرى واعتقلت عددًا من الزعماء السياسيين الفلسطينيين. كان حزب الإصلاح واحدًا من الأحزاب التي تم حلها وكان الخالدي أحد القادة الذين تم اعتقالهم. لقد تم إقصاؤه كعمدة لبلدية القدس وتم ترحيله إلى سيشل مع أربعة قادة سياسيين قوميين عرب آخرين.